# Nordenholm
Nordenholm är en bebyggelse i Hälsingtuna socken i Hudiksvalls kommun. Från 2015 till 2020 och åter från 2023 avgränsade SCB här en småort.